# Eurovision Choir
Der Eurovision Choir (bis 2018 Eurovision Choir of the Year) war ein Wettbewerb für Chöre, der im Zwei-Jahres-Rhythmus stattfindet. Inspiriert wurde die EBU von den World Choir Games. Der Wettbewerb findet immer gleichzeitig mit den European Choir Games statt und so wurde bisher auch immer der Austragungsort ausgewählt. Der erste Wettbewerb fand am 22. Juli 2017 in Riga in Lettland statt. Am 31. Mai 2023 wurde bekannt, dass der Wettbewerb auf unbestimmte Zeit nicht mehr stattfinden werde.

## Ursprung
Der Eurovision Choir ist ein von der EBU veröffentlichtes Event, an dem nur nicht-professionelle Chöre teilnehmen. Es ist das erste neue Eurovision Event seit dem Eurovision Dance Contest im Jahre 2007. Die Chöre werden von EBU-Mitgliedern gesendet und repräsentieren jeweils ein Land.

## Teilnahmebedingungen
Die EBU stellt einige Bedingungen auf, um am Wettbewerb teilnehmen zu können:
- Der Chor muss entweder über einen nationalen Vorentscheid oder durch eine Jury ausgewählt worden sein, um sein Land repräsentieren zu können. Einzige Ausnahme sind Chöre, die bereits an den European Choir Games teilnehmen und gleichzeitig an diesem Wettbewerb teilnehmen.
- Ein Chor muss mindestens vier und maximal 45 Mitglieder vorweisen, die auch alle auf der Bühne auftreten.
- Der Chor muss vor seiner Auswahl mindestens sechs Monate in seinen Teilnehmerland ansässig gewesen sein.
- Die Chöre müssen alle A cappella auftreten.

## Format

### 2017
Jeder Chor trug zwischen einem bis maximal drei Stücke, innerhalb von maximal sechs Minuten, vor. Mindestens eins davon sollte den nationalen Charakter eines Landes repräsentieren. Die Sprachwahl blieb den Chören selber überlassen. Der Sieger wurde einzig durch Juryvoting ermittelt. Die Jury bestand dabei aus drei professionellen Mitgliedern. Es wurden nur Platz 1, 2 und 3 bekanntgegeben. Die restlichen Platzierungen blieben unbekannt.

### 2019
2019 gibt es gegenüber dem System von 2017 leichte Änderungen. Der Sieger wird weiterhin durch Juryvoting ermittelt. Die Jury besteht dabei aus drei professionellen Mitgliedern. Das Finale wird aber zwei Runden enthalten. In der ersten Runde stellen alle Chöre ein vierminütiges Stück vor. Die Jury ermittelt dann drei Chöre, die die zweite Runde erreichen und dort dann ein weiteres Stück vorstellen. Dieses darf dieses Mal aber nur maximal drei Minuten lang sein. Die Jury wählt dann den Sieger aus.

### 2021
Der Wettbewerb für 2021 wurde, ohne nähere Gründe mitzuteilen, am 28. Juni 2021 vom Co-Organisator Interkultur abgesagt. Ein Zusammenhang mit der COVID-19-Pandemie ist dabei sehr wahrscheinlich.

### 2023
Am 4. Oktober 2022 gab die EBU bekannt, dass der Wettbewerb 2023 wieder stattfinden wird. Dieses Mal wird er gemeinsam von Interkultur und dem lettischen Sender LTV organisiert. Am 4. April 2023 wurde bekanntgegeben, dass der Wettbewerb in Lettland ausgetragen werden wird. Am 17. Mai 2023 gab die EBU bekannt, dass der Wettbewerb auch 2023 nicht stattfinden werde.

### Bezeichnung
Bis 2018 stand der Wettbewerb unter der Bezeichnung Eurovision Choir of the Year (dt.: Eurovision Chor des Jahres). Seit 2019 wird der Wettbewerb allerdings nur noch offiziell als Eurovision Choir aufgeführt. Gründe für die Namensumbenennung wurden seitens der EBU nicht bekanntgegeben.

## Übersicht der Veranstaltungen
| Jahr | Datum                               | Gastgeber                           | Teilnehmer | Sieger                     | Zweitplatzierter           | Drittplatzierter           |
| ---- | ----------------------------------- | ----------------------------------- | ---------- | -------------------------- | -------------------------- | -------------------------- |
| 2017 | 22. Juli 2017                       | Lettland, Riga                      | 09         | Slowenien Carmen Manet     | Wales Côr Merched Sir Gâr  | Lettland Spīgo             |
| 2019 | 3. August 2019                      | Schweden, Göteborg                  | 10         | Dänemark Vocal Line        | Lettland Maska             | Slowenien Jazzva           |
| 2021 | Kein Datum/Gastgeber bekanntgegeben | Kein Datum/Gastgeber bekanntgegeben | 1 a        | Abgesagt durch Interkultur | Abgesagt durch Interkultur | Abgesagt durch Interkultur |
| 2023 | Herbst 2023                         | Lettland                            | 5 a        | Abgesagt durch die EBU     | Abgesagt durch die EBU     | Abgesagt durch die EBU     |

## Teilnehmer

mindestens eine Teilnahme (2017)
EBU-Mitglieder ohne Teilnahme
Teilnahme zurückgezogen

Bisher haben 13 Mitgliedsländer der EBU nach Stand vom Jahr 2023 zumindest einmal am Eurovision Choir of the Year teilgenommen:
| Land        | Debüt | Absage | Rückkehr | Teilnahmen | Siege | Rundfunk |
| ----------- | ----- | ------ | -------- | ---------- | ----- | -------- |
| Belgien     | 2017  |        |          | 2          | 0     | RTBF     |
| Dänemark    | 2017  |        |          | 2          | 1     | DR       |
| Deutschland | 2017  |        |          | 2          | 0     | WDR      |
| Estland     | 2017  | 2019   |          | 1          | 0     | ERR      |
| Lettland    | 2017  |        |          | 2          | 0     | LTV      |
| Norwegen    | 2019  |        |          | 1          | 0     | NRK      |
| Österreich  | 2017  | 2019   |          | 1          | 0     | ORF      |
| Schottland  | 2019  |        |          | 1          | 0     | BBC Alba |
| Schweden    | 2019  |        |          | 1          | 0     | SVT      |
| Schweiz     | 2019  |        |          | 1          | 0     | SVT      |
| Slowenien   | 2017  |        |          | 2          | 1     | RTVSLO   |
| Ungarn      | 2017  | 2019   |          | 1          | 0     | MTVA     |
| Wales       | 2017  |        |          | 2          | 0     | S4C      |

## Erfolge
Das erfolgreichste Land ist bisher Slowenien im Wettbewerb. Neben einem Sieg 2017, konnte das Land auch 2019 die Top 3 erreichen und wurde Dritter.
| Platz | Land      | Erster | Zweiter | Dritter | Gesamt |
| ----- | --------- | ------ | ------- | ------- | ------ |
| 1.    | Slowenien | 1      | 0       | 1       | 2      |
| 2.    | Dänemark  | 1      | 0       | 0       | 1      |
| 3.    | Lettland  | 0      | 1       | 1       | 2      |
| 4.    | Wales     | 0      | 1       | 0       | 1      |

## Verschiedenes
- 2017 nahm mit Wales das erste Mal nicht das ganze Vereinigte Königreich an einem Eurovision-Event teil, sondern nur ein Teil des Königreiches.
- Litauen hätte beim abgesagten Eurovision Choir 2023 sein Debüt beim Wettbewerb gegeben.